# 圳寮 (臺中市豐原區)
圳寮，原寫為圳藔，是臺灣臺中市豐原區的一個傳統地域名稱，位於該區西部。相較於今日行政區，其範圍大致包括圳寮里、豐圳里，以及神岡區豐洲里南部邊界地帶東段。
2018年臺中世界花卉博覽會三大場地之一的豐原葫蘆墩公園西半部位於本地區。

## 歷史
台灣清治末期，圳寮地區為一街庄，稱為「圳藔庄」，隸屬於捒東上堡。該庄北與下溪洲庄為鄰，東北及東與大湳庄為鄰，南邊為葫蘆墩街、社皮庄，西邊為大社庄。
1901年（日明治三十四年）11月，全台廢縣廳改設二十廳，該庄隸屬於臺中廳。1903年（明治三十六年）6月，該庄編入「葫蘆墩區」，仍隸屬於臺中廳。1909年（明治四十二年）10月，全台二十廳合併為十二廳，葫蘆墩區隸屬不變。1920年（大正九年），全台地方制度大改正，該庄改制並雅化為「圳寮」大字，隸屬於臺中州豐原郡豐原街。
戰後豐原街改制為豐原鎮，隸屬於臺中縣，大字亦改制為里。1950年10月，中、彰、投分治，豐原鎮隸屬不變。1976年，豐原鎮因人口超過十萬人而改制為縣轄豐原市。2010年12月，隨著臺中縣、市合併為直轄臺中市，豐原市改制為豐原區。

## 聚落
本地區發展較早的聚落有上圳藔、下圳藔等，在日治期初期的官方地圖上已有記載。此外，本地區尚有仁愛新村聚落。

## 交通
省道台13線（圓環北路一段、圓環西路）是香山內湖至豐原的幹道，其中尖山至豐原路段俗稱「尖豐公路」，大致以東偏北—西偏南走向繞大彎轉北向南經過圳寮地區東南部。由該道路向東偏北轉東北再轉北北西再轉北偏東可前往后里、三義、銅鑼、苗栗等地，向南繞大彎轉東南可止於市中心西南側的省道台3線路口。
區道中72線（豐洲路）是牛糞崎至豐原的道路，其東側端點位於本地區東部的省道台13線路口。由此向北北西可前往大湳西南端，再轉西北可前往下溪洲西部的下寮並止於區道中74線路口。

## 景點
- 葫蘆墩公園（西半部）